# Oropodes arcaps
Oropodes arcaps är en skalbaggsart som beskrevs av Grigarick och Schuster 1976. Oropodes arcaps ingår i släktet Oropodes och familjen kortvingar. Inga underarter finns listade i Catalogue of Life.